# Ефремов, Михаил Тимофеевич
Михаи́л Тимофе́евич Ефре́мов (22 мая 1911, Самарская губерния — 19 марта 2000, Москва) — советский партийный и государственный деятель. Депутат Верховного Совета СССР 4—8 созывов. Член ЦК КПСС (1956—76). Член Бюро ЦК КПСС по РСФСР (1959—1961). Чрезвычайный и полномочный посол СССР.

## Биография
Родился в деревне Николаевке ныне Красноармейского района Самарской области в семье крестьянина-бедняка.
- В 1922—1927 годах воспитывался в детском доме в Корсуне Черкасской области.
- В 1927—1928 годах был на комсомольской работе: зав. агитационно-пропагандистским отделом, секретарь Самарского волостного комитета ВЛКСМ.
- В 1928—1931 годах учился в Самарском энергетическом техникуме,
- В 1932 году вступил в ВКП(б). В 1933—1934 годах служил в Красной Армии: курсант команды 8-го отдела штаба Приволжского военного округа.
- В 1934—1938 годах — заместитель главного механика, главный энергетик деревообделочного комбината в Куйбышеве.
- В 1936—1941 годах учился в Куйбышевском индустриальном институте, после окончания которого работал главным энергетиком на строительстве завода в г. Чапаевске (Куйбышевская область).
- С 1942 года находился на партийной работе: работал инструктором, заведующим отделом (1942—1943), заместителем секретаря обкома (1943—1945), заведующим отделом (1945—1947), заместителем секретаря обкома и заведующим отделом (1947—1948), заведующим отделом (1948—1951), вторым секретарём (1951—1952), первым секретарём (21 октября 1952 — декабрь 1959) Куйбышевского обкома КПСС.
- В декабре 1959—1961 годах — заведующий отделом партийных органов ЦК КПСС по РСФСР, член Бюро ЦК КПСС по РСФСР, в марте 1961 — декабре 1962 года — первый секретарь Челябинского обкома партии.
- С 7 декабря 1962 по 16 января 1963 года — председатель Оргбюро Горьковского обкома КПСС по промышленному производству.
- С 16 января 1963 до декабря 1964 года был первым секретарём Горьковского промышленного обкома.
- В декабре 1964 — ноябре 1965 годов — первый секретарь Горьковского обкома КПСС.
- С 11 ноября 1965 по 29 октября 1971 года — заместитель председателя Совета Министров СССР.
- С 30 октября 1971 по 7 марта 1975 года — чрезвычайный и полномочный посол СССР в ГДР.
- С 10 марта 1975 по 26 октября 1986 года — чрезвычайный и полномочный посол СССР в Австрии.
- С октября 1986 года — персональный пенсионер союзного значения.

Умер в 2000 году, похоронен на Кунцевском кладбище Москвы.

## Награды
- три ордена Ленина
- орден Октябрьской Революции (21 мая 1981)
- орден Трудового Красного Знамени
- орден Дружбы народов
- орден Красной Звезды
- Орден Почёта за Заслуги перед Австрийской Республикой